# Melvyn Poore

Melvyn Poore

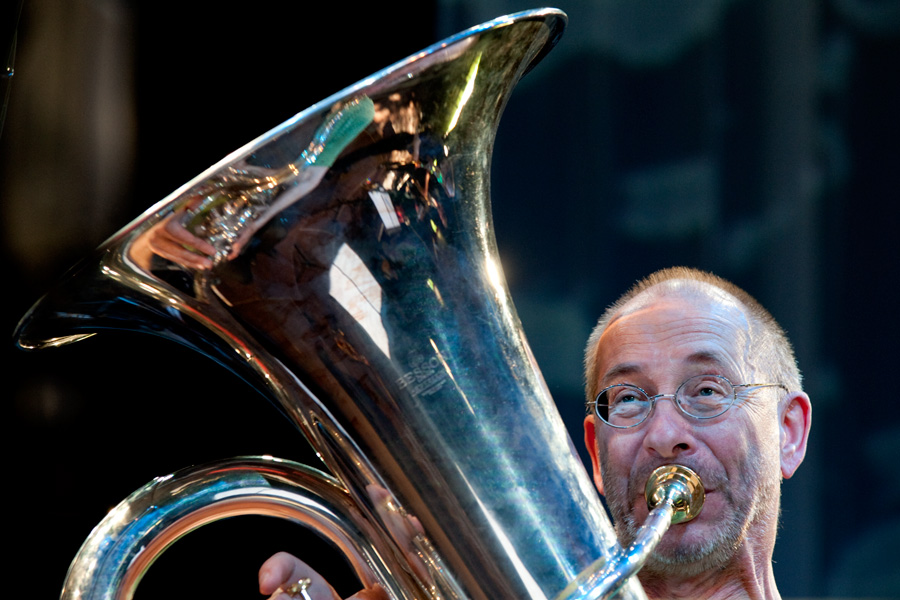
Melvyn Poore, mœrs festival 2010

Melvyn Poore (* 1951) ist ein englischer Komponist und Tuba-Spieler. Er ist sowohl als Improvisationsmusiker als auch als Interpret Neuer Musik hervorgetreten.
Poore lernte seit dem vierten Lebensjahr Euphonium, später kam das Klavier dazu und mit zwölf Jahren entschied er sich für die Tuba. Er  studierte von 1971 bis 1975 an der University of Birmingham. Anschließend war er in Birmingham als musikalischer Leiter des Arts Lab tätig, wo er Konzerte und Workshops organisierte. Von 1979 bis 1986 war er als Komponist und in Gruppen wie dem Cambrian Brass Quintet, Barry Guys London Jazz Composers Orchestra, Georg Gräwes Grubenklangorchester, Wolfgang Fuchs’ King Übü Orchestrü Radu Malfattis Ohrkiste, der Contraband und dem English Tuba Consort tätig. Mit Pinguin Moschner, Larry Fishkind und Paul Rutherford gründete er 1981 das „European Tuba Quartet“, das (mit Carl Ludwig Hübsch) bis heute besteht. 
Seit 1989, zunächst als Forschungsassistent am Salford College of Technology, beschäftigt er sich mit elektroakustischen Möglichkeiten der Tuba. 1992 bis 1994 arbeitete er als Gastkünstler im Institut für Musik und Akustik des Zentrum für Kunst und Medientechnologie in Karlsruhe an neuen Möglichkeiten der Klangbearbeitung in Echtzeit. Von 1993 bis 1995 war er Gastprofessor für elektroakustische Musik am Royal College of Music. Er ist Mitglied des Ensembles MusikFabrik NRW und gehörte auch dem Ensembles James Choice Orchestra (Live at Moers, 2007) und Zeitkratzer an (mit Reinhold Friedl, Frank Gratkowski, Ulrich Phillipp u. a.). Er hat mit Konzerten und Rundfunkaufnahmen West- und Osteuropa, die USA und Australien bereist und lebt heute in Köln. Gegenwärtig (2018) spielt er im Trio mit Matthew Goodheart (Piano) und Georg Wissel (Altsaxophon) sowie im Multiple Joy(ce) Orchestra.